# Sven Stricker
Sven Stricker (* 25. Juni 1970 in Tönning) ist ein deutscher Schriftsteller und Hörspielregisseur.

## Leben
Stricker wuchs in Mülheim an der Ruhr auf. Er studierte Allgemeine und Vergleichende Literaturwissenschaften in Essen. Ende der 1990er-Jahre begann er als Regisseur für Kinderhörspiele für den Ravensburger Buchverlag zu arbeiten.
Von 2001 an lebte Sven Stricker als freiberuflicher Hörspielregisseur in Hamburg, inzwischen wohnt er in Potsdam. Nach etlichen Bearbeitungen literarischer Vorlagen erschien 2011 sein erstes Hörspiel Böses Ende im Verlag Psychothriller GmbH. 2013 erschien sein erster Roman Schlecht aufgelegt auf der Basis dieses Hörspiels bei Rowohlt Polaris. Für seinen zweiten Roman, den Krimi Sörensen hat Angst, wurde Sven Stricker für den Glauser-Preis 2017 nominiert.

## Auszeichnungen
Für sein Hörspiel Vor dem Frost (Bearbeitung und Regie) nach dem Roman von Henning Mankell erhielt Sven Stricker 2003 den Publikumspreis beim Berliner „Hörspielkino unterm Sternenhimmel“. Seine Regiearbeiten Das wird schon. Nie mehr lieben! und Träume waren im Juli 2006 bzw. im Januar 2007 Hörspiel des Monats der Deutschen Akademie der Darstellenden Künste. Die bei Beltz & Gelberg erschienene Lesung Lauf, Junge, lauf (Interpret: Ulrich Pleitgen), bei der Stricker Regie führte, gewann den Deutschen Hörbuchpreis 2006, das Hörspiel Träume den Deutschen Hörbuchpreis 2008. Für Herr Lehmann nach dem Roman von Sven Regener bekam er den Deutschen Hörbuchpreis 2009 überreicht. Im gleichen Jahr wurde er als „Hörspieler des Jahres“ ausgezeichnet. 2010 war er erneut für den Deutschen Hörbuchpreis nominiert mit dem Hörspiel Der kleine Bruder – ebenfalls nach der Vorlage von Sven Regener – und bekam den Ohrkanus für die beste Regie bei der Hörspielserie Wallander. 2014 gewann das Hörbuch Schöne neue Welt von Aldous Huxley in der Interpretation von Matthias Brandt, bei dem Stricker Regie führte, den Deutschen Hörbuchpreis in der Kategorie „Das besondere Hörbuch“.
Im Rahmen der Romyverleihung 2021 wurde er mit einer Romy in der Kategorie Bestes Buch TV/Stream für Sörensen hat Angst ausgezeichnet. Im Jahr darauf bekam er für dasselbe Drehbuch den Grimme-Preis 2022 überreicht.

## Romane
Buchreihe Sörensen ermittelt
- 2015: Sörensen hat Angst, Rowohlt, Reinbek 2015, ISBN 978-3-499-27118-2.
- 2018: Sörensen fängt Feuer, Kriminalroman, Rowohlt, Reinbek 2018, ISBN 978-3-499-29176-0.
- 2021: Sörensen am Ende der Welt, Kriminalroman, Rowohlt, Hamburg 2021, ISBN 978-3-499-00121-5.
- 2023: Sörensen sieht Land, Kriminalroman, Rowohlt, Hamburg 2023, ISBN 978-3-499-00951-8.
- 2024: Sörensen macht Urlaub, Kriminalroman, Rowohlt, Hamburg 2024, ISBN 978-3-499-01396-6

andere
- 2013: Schlecht aufgelegt, Rowohlt, Reinbek 2013, ISBN 978-3-499-25367-6.
- 2017: Mensch, Rüdiger!, Roman, Rowohlt, Reinbek 2017, ISBN 978-3-499-29078-7[4]
- 2020: Bin noch da, Rowohlt, Hamburg 2020, ISBN 978-3-499-00195-6.